# Іна Бурська

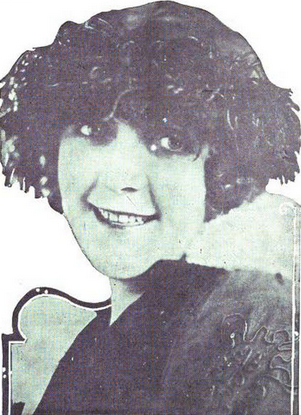
Іна Бурська, з публікації 1922 року.

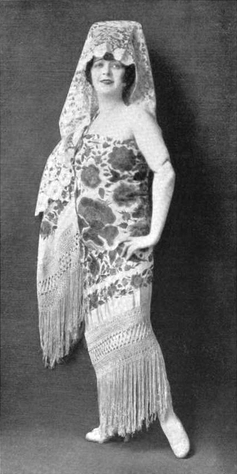
Іна Бурська в ролі Кармен, з публікації 1922 року.

Іна Бурська (нар. 9 вересня 1886, Житомир — 25 червня 1954, Чикаго, США) — американська оперна співачка українського походження.

## Раннє життя
Іна Корженьовська народилася в Житомирі. Її батьками були поляки Йозеф Корженьовський та Теофілія Демлічка.

## Кар'єра
Оперний дебют Іни Бурської відбувся в 1913 році в «Ромео і Джульєтта». Вона приїхала до Сполучених Штатів як зірка Російської оперної трупи, яка здійснювала міжнародні гастролі в Азії та представляла російських співаків та музикантів, які виступали російською мовою. Бурська поїхала до Чикаго біля 1922 року, спочатку разом з Російською оперною трупою, а потім з'явилася в ролі Амнерис у постановці «Аїди» в Чиказькій міській опері. Співала також на чиказькому фестивалі Равінія щоліта з 1922 по 1931 рік. У 1927—1928 роках Бурська провела сезон в Опері Лос-Анджелеса, виступала в трьох операх з Оперою Сан-Франциско. З 1933 по 1937 рік була учасницею оперної трупи Сан-Карло.
Бурська залишила Російську оперну трупу, щоб приєднатися до Метрополітен-опери в 1922 році. (Її замінила Ніна Кошиць) Бурська багато разів знімалася в Кармен разом із Метрополітен-оперою. Перебуваючи в Нью-Йорку, вона виступала на благодійних концертах в ветеранському гірському таборі поблизу Саранак, штат Нью-Йорку та Бруклінської дитячої асоціації свіжого повітря.
Вона з'явилася в 1930 у Вітафон, короткий фільм із сцени від Аїди. У 1932 році Бурська глузувала з режимів схуднення оперних співаків, кажучи: «Якщо сучасні художники справді зображують твори великих майстрів, ми не повинні сидіти на дієтах, не повинні кататися по підлозі, а також не намагатися зобразити те, що старі майстри про це не знають».
Бурська покинула Метрополітен-оперу після сезону 1936—1937 років. У 40-х роках Бурська використовувала ім'я Іна Баурс і працювала як портьє в Чикаго, штат Іллінойс.

## Особисте життя
Іна Корженьовська вийшла заміж за Вітольда Бурського, професора мови та філософії, в 1908 році. Мала також тривалі стосунки з тенором Петром Скубою, який помер у 1917 р. Бурська стала громадянкою США в 1928 році, після першого звернення в 1923 році.
Померла Іна Бурська у Чикаго в 1954 році у віці 67 років.